# Sanna Solberg-Isaksen
Sanna Charlotte Solberg-Isaksen (født 16. juni 1990) er en norsk håndboldspiller, der spiller for Team Esbjerg og for Norge, med hvem hun var med til VM i 2013. Hun debuterede på det norske landshold 21. september 2010 i en hjemmekamp mod Rumænien. Hendes tvilingesøster Silje Solberg spiller ligeledes på det norske landshold.
Hun var også med til at blive verdensmester med Norge ved VM i kvindehåndbold 2021 i Spanien, efter finalesejr over Frankrig, med cifrene 29-22.